# فولك ملك بيت المقدس
فولك الخامس أنجو أو فولك ملك بيت المقدس (1131 - 1143 م) والاسم يعني حارس الشعب ، كونت أنجو و ملك مملكة بيت المقدس الإفرنجية بعد بلدوين الثاني الذي كان قد أمر بتتويجه ملكًا بعده في 14 سبتمبر عام 1131 م.
اشتهر ببناء القلاع والحصون، من بينها ثلاثة حصون لصد غارات الفاطميين وهي حصن يبنا في الجنوب الغربي من الرملة، وحصن تل الصافي جنوب يبنا وحصن بيت جيبريل. حيث أصبحت هذه الحصون مراكز للإدارات المحلية. كما بنى حصن أرنأوط لتأمين المؤون والحجاج بين يافا و بيت المقدس. ثم بنى قلعة الصفد للسيطرة على طريق دمشق عكا. كما أقام قلعة في أسدود لمراقبة الأسطول المصري في عسقلان. كما أمّن جنوب المملكة، حيث أضاف إلى حصن الشوبك وقلاع العقبة ومعان والقويرة، قلعة جديدة هي قلعة الكرك، ومكّنه ذلك من بسط سيطرته على حقول القمح في الكرك وطرق التجارة والقوافل.
في خريف عام 1143م وبينما كان فولك يطارد فريسة، كبا به الحصان، ووقع السرج على رأسه، حيث لم يلبث أن توفي بعدها بقليل. أثناء نزاعه مع الموت أعلن أن ابنه الأكبر بلدوين الثالث-والذي كان في الثالثة عشر من عمره-هو الملك من بعده على بيت المقدس تحت وصاية أمه ميليسنده (ابنة بالدوين الثاني الأرمني).
عرف عهده بالثراء، حيث كانت القوافل التجارية تحضر الفرو من سيبريا والخيل من سوريا وقبرص والعبيد من روسيا والحرير من الصين واللؤلؤ من الخليج العربي والزجاج من الخليل وريش النعام من الصحارى والأجر والخزف الثمين المطلي بالمينا من دمشق وأنطاكية وطرابلس.